# The 1999 Party
The '1999' Party – zapis koncertu zespołu Hawkwind, który odbył się 21 marca 1974 roku w 'Chicago Auditorium'. Koncert został wydany w 1997 roku przez EMI.

## Spis utworów
cd 1 (48:59)
1. Intro/Standing on the Edge (4:16)
2. Brainbox Pollution (7:52)
3. It's so Easy (11:02)
4. You Know You're Only Dreaming (4:43)
5. Veterans of 1000 Psychic Wars (2:21)
6. Brainstorm (9:19)
7. Seven by Seven (9:26)

cd 2 (48:44)
1. The Watcher (6:40)
2. The Awakening (2:40)
3. Paradox (5:43)
4. You'd Better Believe It (8:09)
5. The Psychedelic Warlords (3:47)
6. D-rider (7:46)
7. Sonic Attack (4:30)
8. Master of the Universe (6:57)
9. Welcome to the Future (2:32)